# La Roche-Jaudy
La Roche-Jaudy (bretonisch Roc’h-ar-Yeodi) ist eine französische Gemeinde mit 2.643 Einwohnern (Stand 1. Januar 2022) im Département Côtes-d’Armor in der Region Bretagne. Sie gehört zum Arrondissement Lannion und zum Kanton Tréguier.
Sie entstand als Commune nouvelle im Wirkung vom 1. Januar 2019 durch die Zusammenlegung der bisherigen Gemeinden La Roche-Derrien, Hengoat, Pommerit-Jaudy und Pouldouran. Diese sind seither Communes déléguées. In La Roche-Derrien befindet sich der Verwaltungssitz.

## Gliederung
| Ortsteil                             | ehemaliger INSEE-Code | Fläche (km²) | Höhenlage (m) | Einwohnerzahl zum 1. Januar 2022 |
| ------------------------------------ | --------------------- | ------------ | ------------- | -------------------------------- |
| Hengoat                              | 22078                 | 06,19        | 9–82          | .0242                            |
| Pommerit-Jaudy                       | 22247                 | 20,37        | 2–95          | 1.181                            |
| Pouldouran                           | 22253                 | 01,02        | 0–50          | .0156                            |
| La Roche-Derrien (Verwaltungssitz)00 | 22264                 | 01,84        | 2–60          | 1.064                            |

## Lage
Nachbargemeinden sind
- Minihy-Tréguier und Troguéry im Norden,
- Trédarzec, Pleumeur-Gautier und Pleudaniel im Nordosten,
- Ploëzal im Osten,
- Runan, Prat und Mantallot im Süden,
- Berhet und Cavan im Südwesten,
- Quemperven und Lanmérin im Westen,
- Coatréven im Nordwesten.

## Baudenkmäler
Siehe: Liste der Monuments historiques in La Roche-Jaudy